# Sputnik 8K71PS-1
Sputnik 8K71PS-1, to pełna nazwa głównego stopnia radzieckich rakiet nośnych Sputnik 8K71PS. Dookoła niego umieszczano 4 stopnie zerowe (pomocnicze), Sputnik 8K71PS-0.